# Josef Novák-Wajda
Josef Novák-Wajda (* 5. února 1953 Litomyšl) je český herec a divadelní režisér.
V roce 1976 vystudoval činoherní herectví na Janáčkově akademii múzických umění v Brně.

## Filmografie

### Film
- Císař a tambor (1998)

### Televize
- Advokát ex offo (1988)
- Dětinské hry dospělých (1990)
- Kámen v okně (1991)
- Bude-li mi jíti přes údolí stínu smrti… (1991)
- Nanebevstoupení Lojzka Lapáčka (1994)
- O Nesytovi (1994)
- Zlatník Ondra (1995)
- O králi, hvězdáři, kejklíři a třech muzikantech (1996)
- O sirotkovi z Radhoště (1996)
- Čerte, drž se svého kopyta! (1998)
- Výbuch (2001)
- O ztracené lásce (2002)